# Stazione di Berlino-Schlachtensee
La stazione di Berlino-Schlachtensee (in tedesco Berlin-Schlachtensee) è una fermata ferroviaria di Berlino, servita esclusivamente dai treni della S-Bahn. È posta sulla linea ferroviaria Wannseebahn.
Prende il nome dal vicino lago Schlachtensee.